# Sweet Kill
Sweet Kill (també coneguda com A Kiss from Eddie i The Arousers) és unas pel·lícula de sèrie B del 1973 escrita i dirigida pel futur guanyador del Premi Oscar Curtis Hanson. La pel·lícula va ser la debuta a la direcció de Hanson i va ser produïda per Roger Corman. És protagonitzada per Tab Hunter, el galà dels anys 50, i va ser l'última pel·lícula de l'actriu Isabel Jewell.

## Argument
Eddie Collins descobreix que és incapaç de actuar sexualment amb dones a causa dels records reprimits de la seva mare. Després de matar accidentalment una dona mentre intentava dormir amb ella, descobreix que el cadàver pot despertar la necrofília. Això el porta a una cadena d'atreure dones al llit per matar-les per gratificació sexual.

## Repartiment
| Actor           | Paper         |
| --------------- | ------------- |
| Tab Hunter      | Eddie Collins |
| Cherie Latimer  | Lauren        |
| Nadyne Turney   | Barbara       |
| Isabel Jewell   | Mrs. Cole     |
| Linda Leider    | Vickie        |
| Roberta Collins | Call Girl     |
| John Aprea      | Richard       |
| Rory Guy        | Henry         |
| John Pearce     | Mr. Howard    |

## Producció

### Desenvolupament
Curtis Hanson va conèixer Roger Corman mentre feia reescriptures de L'horror de Dunwich (1970), que Corman havia ajudat a finançar. Corman tenia una trajectòria de donar oportunitats als directors primerencs i estava creant la seva pròpia empresa de distribució, New World Pictures. Quan L'horror de Dunwich va acabar, Hanson va dir a Corman que volia dirigir una pel·lícula que havia escrit; Corman va dir que estaria interessat a finançar una pel·lícula de motocicletes, una pel·lícula de dones a la presó o una pel·lícula d'infermeres. Hanson no estava entusiasmat, així que Corman va dir que també podria estar interessat en una pel·lícula de terror moderna com la de Psicosi (1960). or $130,000
Hanson va escriure el guió originalment amb l'assassí com una dona. A Corman li va agradar, però va pensar que era "una mica massa diferent" que l'assassí fos una dona, així que li va demanar que es convertís en home. La productora, Tamara Asseyev, va ser l'antiga ajudant de Corman.
Segons Hanson, la pel·lícula va costar 130.000 dòlars i se suposava que Corman havia d'aportar dos terços dels diners. Un parell de setmanes abans que comencés el rodatge, Hanson diu que Corman "va renegar de l'acord i va dir que només aportaria un terç dels diners. El meu soci productor i jo vam haver de recaptar els altres dos terços. Per demostrar com era de temerari, vaig anar als meus pares i els vaig convèncer perquè posessin una hipoteca a casa seva per poder finançar aquesta pel·lícula."
El novembre de 1970, Tab Hunter va signar per fer la pel·lícula. Isabelle Jewel, Cherie Latimer i Rita Murrie també van ser contractats. En aquesta etapa, la pel·lícula es va anomenar A Kiss for Eddie.

### Rodatge
El rodatge va tenir lloc l'any 1971. L'apartament on vivia el personatge de Tab Hunter a Venècia era propietat de l'àvia d'Hanson.

### Postproducció
Hanson diu que quan va mostrar la pel·lícula a Corman "va dir que necessitava més pits... Va ser la meva primera experiència de postproducció de malson".
Hanson diu: "Es va retallar fins a cert punt i s'hi van posar més pits nus. Va ser la primera vegada que vaig aprendre la lliçó que vaig tenir l'oportunitat d'aprendre diverses vegades després d'això, que és: si t'arrisques a equivocar-te, és millor equivocar-se amb els teus propis errors que amb els d'algú altre.
"Va ser molt de baix pressupost i va ser un guió molt interessant", va dir Hunter. "Però, per descomptat, Roger Corman va haver de posar-hi els seus petits retocs (riu). Tenia la seva pròpia manera de fer pel·lícules... i vendre-les."

## Estrenes
La pel·lícula es va estrenar originalment com a Sweet Kill.
El rendiment de taquilla va ser decebedor. La pel·lícula va ser reestrenada com The Arousers. Va arribar als cinemes de Los Angeles l'any 1976. Los Angeles Times va dir que va ser "fet amb una sensibilitat i una intel·ligència inusual per al gènere psicològic normalment escabrosa"."
Hanson va descriure més tard l'experiència com a "molt infeliç".